# Холокост в Дании
Холокост в Дании — преследование и уничтожение немецкими нацистами евреев Дании в период Второй мировой войны. В результате позиции руководства Дании и общественности, а также действий местного Сопротивления почти все евреи Дании были спасены от уничтожения.

## Евреи в Дании до оккупации
С 1628 года статус евреев Дании был закреплён на законодательном уровне. Они были полноправными гражданами страны. В годы Первой мировой войны в Дании находился офис Всемирной сионистской организации. Евреев в стране накануне войны было немного, поскольку Дания ограничивала число беженцев, не впуская их даже после погромов «Хрустальной ночи».

## Ход событий
После прихода в Германии к власти Адольфа Гитлера правящие круги Дании балансировали между Великобританией и Германией. В 1939 году был подписан датско-германский договор о ненападении. Впрочем, многие в Дании понимали его иллюзорность, что подтвердили последующие события. 9 апреля 1940 года Дания в нарушение договора с Германией была оккупирована силами вермахта в рамках Датско-Норвежской операции. Правительство и король отдали приказ вооружённым силам не оказывать сопротивление агрессору и капитулировали. Вся германская операция по оккупации Дании заняла несколько часов.

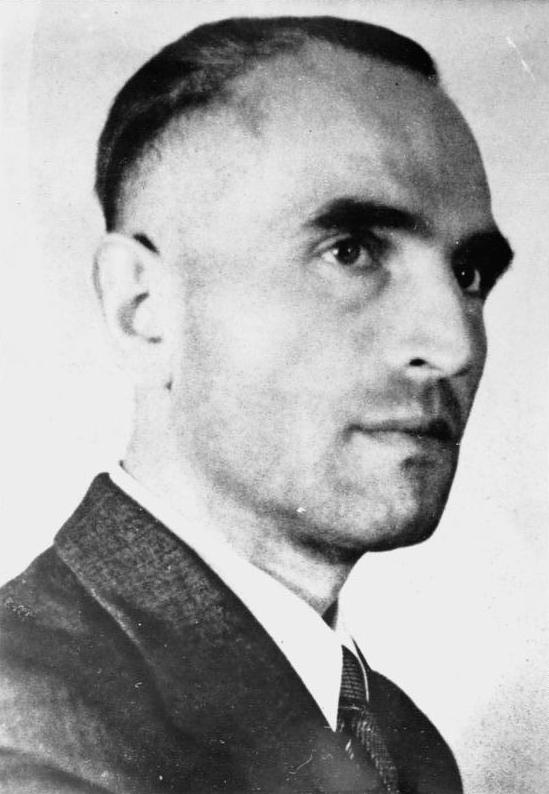
Вернер Бест — рейхскомиссар Дании

В оккупированной нацистами Дании с 1940 по 1943 годы еврейская община, включающая 1700 еврейских беженцев из других стран, находилась под полной защитой датчан и не подвергалась ограничениям и преследованиям как в других оккупированных странах. Датская общественность выступила резко против антисемитских подстрекательских статей в нацистской прессе, а король Дании Кристиан X в знак солидарности с датскими евреями посетил синагогу в 1942 году и произнёс там речь в защиту еврейских граждан.
Поскольку Дания формально сохранила политическую самостоятельность, то инспирированные Германией попытки антиеврейских выступлений в Копенгагене в конце 1941 года были пресечены арестами, штрафами и тюремным заключением для провокаторов.
Генрих Гиммлер настаивал на том, чтобы датские евреи были включены в программу «окончательного решения еврейского вопроса», но немецкий уполномоченный в Дании бывший юридический советник гестапо Вернер Бест рекомендовал не поднимать этот вопрос и требовать лишь увольнения евреев с государственной службы. Немцы хотели отправить в лагеря смерти еврейских беженцев из Германии, которых в Дании насчитывалось 1351 человек, но не могли этого сделать, поскольку они были лишены немецкого гражданства, и оно не могло быть им возвращено согласно «Закону о гражданине рейха».

### Попытка депортации
Обстановка в Дании обострилась в августе 1943 года. После массовой забастовки датских рабочих и отказа правительства вводить жёсткие меры по отношению к протестующим немцы разогнали правительство и ввели в Дании прямое оккупационное правление. 29 августа ими было объявлено чрезвычайное положение и подготовлена депортация датских евреев в лагеря смерти. Операция была намечена на ночь с 1 на 2 октября.
8 сентября Бест попросил полицию безопасности и немецкую армию о содействии в интернировании евреев, однако командующий немецкими войсками в Дании генерал Герман фон Ханнекен саботировал участие военных.

### Спасение евреев

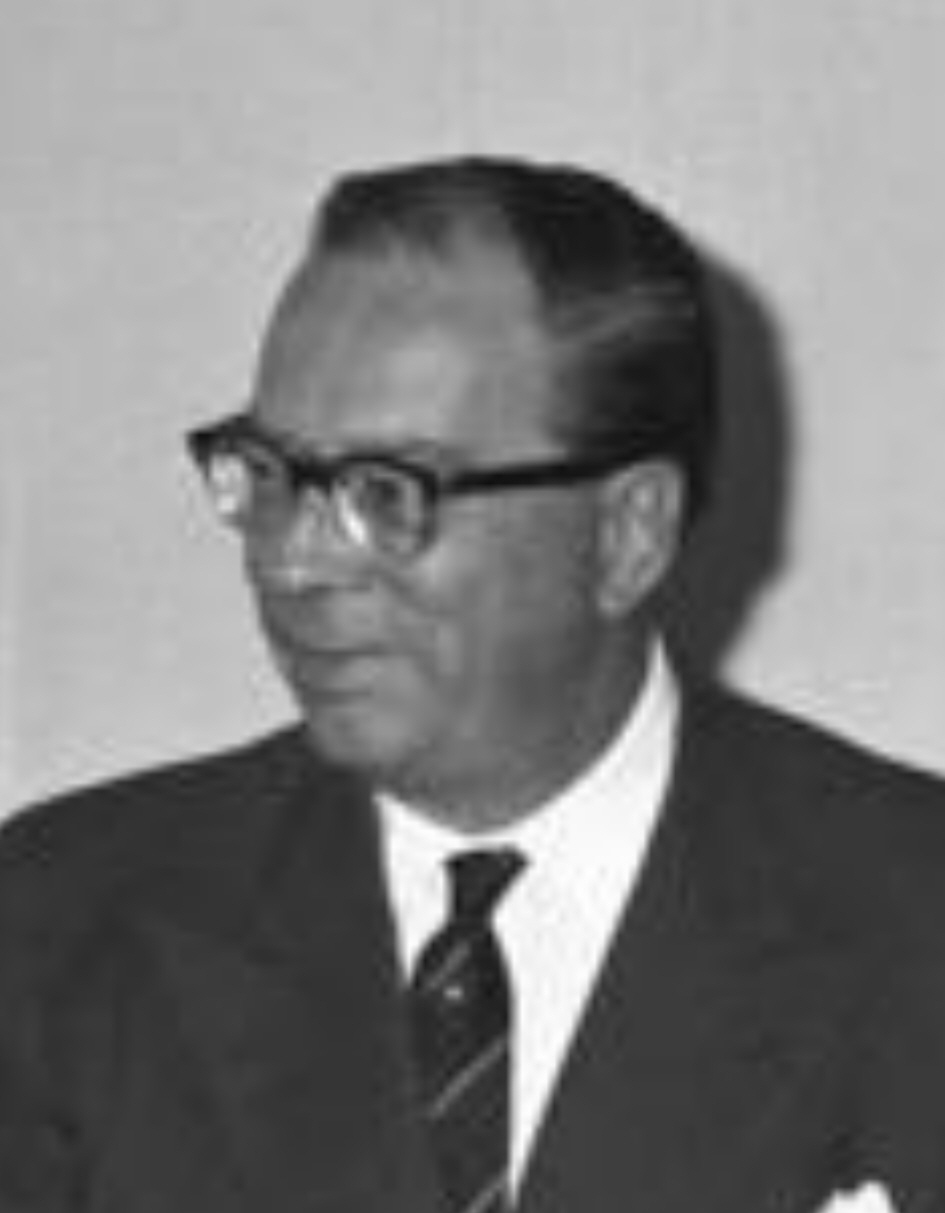
Немецкий военный атташе Георг Дуквиц — праведник мира

К 30 сентября 1943 года, после предупреждения немецкого военного атташе Георга Дуквица о планируемой депортации, члены датского Сопротивления переправили на рыбацких лодках в Швецию 7200 из 7800 датских евреев, несколько сотен евреев были спрятаны датчанами. Это привело к тому, что немцам удалось схватить лишь 472 еврея, из которых в концлагере Терезин погибли 49 человек. Всего во время войны в Дании погибло около 120 евреев — менее 2 % еврейского населения страны.
Все члены датского Сопротивления признаны Институтом Катастрофы и героизма Яд ва-Шем праведниками мира — в виде коллективной награды. Отдельно этой награды удостоилось 22 датчанина (большинство из них не члены Сопротивления) и немецкий атташе Георг Фердинанд Дуквиц.
По некоторым данным, 19 евреев были выданы датскими властями немцам по собственной инициативе.

### Альтернативные версии
Существует версия, что нацисты намеренно не препятствовали массовому бегству евреев. Об этом свидетельствует в первую очередь отчёт Вернера Беста, отправленный им в Берлин 5 октября:

Поскольку первоочередной задачей еврейских акций в Дании была деиудаизация страны, а не успешная охота за головами, следует заключить, что данная еврейская акция полностью выполнила свою задачу
.
Таким образом, по мнению Лоуренса Риса, Бест повысил свои шансы на сотрудничество с местными властями.
Ряд журналистов со ссылкой на профессора политологии университета Орхус Петера Нанстада (дат. Peter Nannestad) пишут, что рыбаки перевозили евреев в Швецию за большие деньги. За переправку одного человека требовали сумму, равную годовой заработной плате высококвалифицированного специалиста. Некоторые выжившие впоследствии выплачивали в течение многих лет долг за эту перевозку. Есть информация, что несколько семей погибли, поскольку перегруженная лодка перевернулась во время плавания. Один из датских подпольщиков и организаторов операции спасения Кнуд Дюбю подтвердил эту информацию.

## Память о Холокосте
Ежегодно с 2003 года 27 января в день освобождения лагеря Аушвиц (Освенцим), где погибло более миллиона евреев, в Дании отмечается Международный день памяти жертв Холокоста. В Дании он называется AUSCHWITZ-DAG (День Аушвица). В этот день в Дании проходит множество мероприятий, обсуждается этические, политические и другие проблемы связанные с массовыми убийствами и геноцидом.
В Дании существуют люди, которые отрицают реальность Холокоста, в частности оспаривают существование у нацистов газовых камер и общепризнанную численность жертв. Отрицание Холокоста в Дании не запрещено законодательно, как в большинстве стран Европы, пострадавших от нацизма.

## Городская легенда

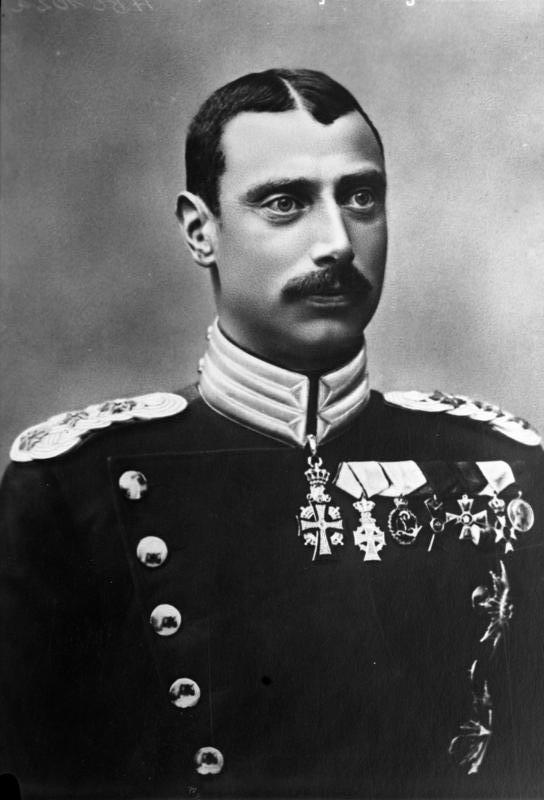
Кристиан X — король Дании

Существует городская легенда, согласно которой после оккупации Дании нацистами, когда король Кристиан X узнал о приказе об обязательном ношении датскими евреями жёлтой звезды, он нашил этот знак себе на одежду, сказав, что все датчане равны, и после этого приказ был отменён.
Легенда стала широко известной отчасти благодаря её упоминанию в бестселлере Леона Юриса «Исход», написанном в 1958 году Легенде также посвящён один из эпизодов художественного фильма Эльдара Рязанова «Андерсен. Жизнь без любви». По фантастическому сюжету фильма, Х. К. Андерсен на время переносится в оккупированную нацистами Данию и оказывается на месте Кристиана X. Видя унижения, которым подвергаются евреи, Андерсен — Кристиан X просит королеву Александрину прикрепить к его одежде жёлтую звезду Давида в знак солидарности с ними. Со звездой Давида на груди он совершает конные прогулки по Копенгагену. Примеру короля следуют простые датчане, прикрепляя к своей одежде, зданиям и машинам жёлтые звёзды.
На самом деле Дания была единственной подконтрольной нацистам страной, где ношение жёлтой звезды не вводилось.
Многие считают, что эта легенда появилась как результат спасения датских евреев в 1943 году, однако, согласно исследованию Вильямура Вильямссона, миф родился уже в 1942 году и появился в скандинавских СМИ — задолго до этого события. Исходной причиной его появления стало высказывание короля после посещения синагоги в 1942 году. Он сказал, что «если евреев Дании заставят носить символ, что отличает их от других сограждан, то я и моя семья тоже будем носить этот символ».